# Eva-Maria Gradwohl
Eva-Maria Gradwohl z domu Wilfing (ur. 29 marca 1973 w Weiz) – austriacka lekkoatletka specjalizująca się w biegach długodystansowych.

## Kariera
Wielokrotna mistrzyni i rekordzistka kraju na różnych dystansach. W 2008 reprezentowała Austrię na igrzyskach olimpijskich w Pekinie. W 2010, po kolejnym zwycięstwie w maratonie w Linzu, zakwalifikowała się do reprezentacji kraju na mistrzostwa Europy w Barcelonie. 29 kwietnia tego roku Gradwohl razem z rodziną spędzała wakacje na plaży w Chorwacji. Do zawodniczki podeszli kontrolerzy z agencji antydopingowej, zapraszając Austriaczkę na niezapowiedziane badanie. Gradwohl odmówiła, nie chcąc zmieniać swoich wakacyjnych planów. Świadoma nieuchronnych konsekwencji tego czynu zawodniczka ogłosiła zakończenie kariery. Niezależnie od decyzji o zakończeniu kariery nałożono na Gradwohl karę dwuletniej dyskwalifikacji (od dnia odmówienia badania do 28 kwietnia 2012).

## Osiągnięcia międzynarodowe
| Rok  | Impreza                | Miejsce   | Pozycja     | Konkurencja     | Wynik    |
| ---- | ---------------------- | --------- | ----------- | --------------- | -------- |
| 2004 | II liga pucharu Europy | Reykjavík | 2. miejsce  | Bieg na 5000 m  | 16:55,34 |
| 2008 | Igrzyska olimpijskie   | Pekin     | 57. miejsce | Bieg maratoński | 2:44:24  |

## Złote medale mistrzostw Austrii
| Rok  | Konkurencja    | Wynik    |
| ---- | -------------- | -------- |
| 2002 | Półmaraton     | 1:15:08  |
| 2003 | Półmaraton     | 1:16:38  |
| 2003 | Maraton        | 2:39:48  |
| 2004 | Bieg na 5000 m | 17:17,32 |
| 2005 | Półmaraton     | 1:14:56  |
| 2005 | Maraton        | 2:40:17  |
| 2007 | Maraton        | 2:46:32  |
| 2007 | Półmaraton     | 1:14:33  |
| 2008 | Bieg na 10 km  | 33:36    |

## Rekordy życiowe
- Bieg na 5000 m – 16:53,40[4] (2001)
- Półmaraton – 1:13:25 (2003)
- Bieg maratoński – 2:30:51 (2008)